# Gyöngy Zsuzsa
Gyöngy Zsuzsa (Debrecen, 1987. április 10. –) magyar színésznő, táncos, koreográfus.

## Tanulmányai
2003 és 2007 között a debreceni Ady Endre Gimnázium dráma tagozatán, majd 2009-től 2014-ig a Színház- és Filmművészeti Egyetemen tanult színházrendező – fizikai színházi koreográfus-rendező szakirányon. Osztályvezető tanárai Horváth Csaba és Lukáts Andor voltak. Érettségije után egy évet tanult a Keleti István Művészeti Szakközépiskolában, és a Nemzetközi Üzleti Főiskolán is.
A K2 Színház tagja volt, majd 2022-től Apertúra – A Perpetuum Manufaktúra társulatának a tagja.
Első férje Orosz Ákos volt. Második férje Borsányi Dániel színész.

## Színházi szerepei
- Franz Kafka:  A kastély (Pepi)
- Igor Stravinsky – Horváth Csaba:  A menyegző (tánc)
- Tar Sándor: Képtelen sorsok mozgása alapján:  A mi utcánk (szereplő)
- Czakó Máté, Gyöngy Zsuzsi, Gyulai Júlia, Hegymegi Máté, Horkay Barnabás, Kiss Anikó, Nagy Norbert, Pallag Márton, Simányi Zsuzsanna, Soós Attila, Táborosi Margaréta, Varga Krisztina, Widder Kristóf, Zsíros Linda:  Amit a hegyen hallani (alkotó)
- Fjodor Mihajlovics Dosztojevszkij: Bűn és bűnhődés (színész)
- Lázár Ervin: Négyszögletű kerek erdő (színész, koreográfus)
- Widder Kristóf: ifjúliszt (tánc)
- Hegymegi Máté: Küszöb (színész)
- William Shakespeare:  Lear (Regan)
- Heltai Jenő – Johann Nestroy: Lumpácius és Vagabundusz (színész)
- Presser Gábor – Adamis Anna: Popfesztivál40 (színész)
- William Shakespeare nyomán: Szentiván éjjelén (Hermia)
- Arany János: Toldi (színész )
- Zárlat (előadó)
- Szathmári Sándor: Kazohinia (színész)
- Fejes Endre – Presser Gábor: Jó estét nyár, jó estét szerelem (szilvaárus lány)
- Federico García Lorca: Yerma-21 (sógorasszony)
- Horváth Szabolcs-Szabó Sipos Ágoston-Fábián Péter- Benkó Bence:Röpülj, lelkem! (koreográfus)
- III. TITÁNium Színházi Szemle Jurányi-díjas előadása: Mindegy (szereplő)
- Mészöly Ágnes: A királynő álma (Orgona, a hangszerek királynője)
- Mike Bartlet: Földrengés Londonban (szereplő)
- K2 színház: Cájtstükk (Babocsai Bianka)
- Bohumil Hrabal: Sörgyári capriccio (koreográfus)
- Sediánszky Nóra: Frida Kahlo balladája (szereplő)

## Film- és sorozat szerepei
- SzFE Fizikaisok – önmaga (mininsorozat dokumentumfilm, 2014)
- Jóban Rosszban – Benkő Virág (televíziós sorozat, 2005)
- Munkaügyek – lány (televíziós sorozat, 2017)
- Oltári történetek – Inez (televíziós sorozat, 2021)

## Szinkronszerepei
| - Sodródva (Rudderless) – további magyar hang - Stréberek (Good Kids) – Nora (Zoey Deutch) - A nagy napom (Le grand jour) – Önmaga (Nidhi Jha) - A játszma (The Call Up) – további magyar hang - Veronica Mars (Veronica Mars) – Jade (Christiann Castellanos) | - Doyle és Doyle - Ketten bevetésen (Republic of Doyle) – Tinny Doyle (Marthe Bernard) - Soy Luna – Soraya (Verónica Segura) - Gyilkosság Reykjavíkban (Case) - Az én kis családom (televíziós sorozat) (Bizim hikaye) - Filiz Elibol (Hazal Kaya) - A házasság buktatói – Buket Ergül – (Gizem Soysaldı) - Négy esküvő és egy temetés (Four Weddings and a Funeral) - Maya (Nathalie Emmanuel) - Az ígéret (Yemin) – Reyhan Tarhun (Özge Yağız) - Összetört szívek (Kalp Yarası) – Ayşe Yılmaz (Yağmur Tanrısevsin) - Testvérek – Suzan Ercan (Ahu Yağtu) - A sors útvesztői (Kaderimin Oyunu) – Asiye (Öykü Karayel) - Zafír – Egy rejtett szerelmi történet (Safir) – Feraye Yılmaz Gülsoy (Özge Yağız) |